# Gero (Gifu)
Gero (下呂市; -shi) é uma cidade na província de Gifu, no Japão. A cidade é famosa pelas suas fontes termais.
Em 1 de Outubro de 2007 a cidade tinha uma população estimada em 37 508 habitantes e uma densidade populacional de 44,1 h/km². Tem uma área total de 851,06 km².
Recebeu o estatuto de cidade em 1 de Março de 2004.

## História
A cidade foi fundada em 2004 em resultado da fusão de Gero, Hagiwara, Osaka, Kanayama e Maze.

## Cidades-irmãs
- Pensacola, EUA
- Ketchikan, Alasca
- Salesópolis, Brasil
- Kusatsu, Japão